# Färgseende
Färgseende är en levande varelses förmåga att registrera och särskilja olika föremål på basis av det ljus dessa reflekterar eller avger i olika våglängder (eller frekvenser) av det elektromagnetiska spektrum, som solens strålning avgränsar.    

Normaliserade svarsspektra från mänskliga tappar, S, M, och L typer, för monokromatiska stimuli; R är för stavarna

Organismers nervsystem uppfattar färg genom att jämföra svaret på belysning från ögats olika typer av ljuskänsliga tappar. Dessa tappar är känsliga för olika delar av det för dem synliga spektrum. Det synliga området och antalet olika typer av tappar skiljer mellan olika arter. Arter som saknar förmåga att särskilja våglängder bedöms därmed ha ett monokromatiskt seende. De uppfattar omgivningen i olika nyanser av grått. 
Färger uttyds genom att iodopsinet i tapparna finns i olika varianter, som bryts ned olika mycket beroende på det inkommande ljusets våglängd. En typ påverkas mest av långvågigt (rött) ljus (L), en av mellanvågigt (grönt) ljus (M) och en av kortvågigt (blått) ljus (S). Alla tapparna påverkas dock i någon mån av alla våglängder som tillhör den så kallade synliga delen av spektrum. En fjärde typ av tappar är känslig för ultraviolett ljus och påverkar olika funktioner i kroppen utan att ge synintryck. Om alla typer stimuleras lika mycket, ser man vitt, och om ingen stimuleras ser man svart. Oftast stimuleras de olika typerna olika mycket, vilket leder till att man ser olika färger. Felfunktion hos någon av tapptyperna leder till olika grad av färgblindhet.

## Mänsklig uppfattningförmåga

Kromaticitetsdiagram för CIE 1931 färgrymd. Den yttre krökta gränsen är den spektrala (eller monokromatiska) lokus, med våglängder i nanometer. Var uppmärksam på att de avbildade färgerna beror av färgrymden hos den apparat med vilken du betraktar bilden och därför kanske inte helt korrekt återger färgen vid ett specifikt läge.

Det spektrum av färger människans ögon kan se sträcker sig från ungefär 380 till 750 nm. Människan och andra högre utvecklade apor har tre typer av tappar som främst reagerar på blått, grönt och rött. Det finns dock studier som pekar på att vissa fåtal individer, främst kvinnor skulle kunna ha en fjärde tapp.
Hjärnan bearbetar styrkan hos de grundfärger, som ögat registrerar samtidigt och tolkar det som en speciell nyans, tristimuluseffekten. En människa med normalt färgseende kan på detta sätt skilja mellan ungefär en miljon olika nyanser. Antalet minskar genom att många kombinationer av samma person uppfattas som en och samma "färg", vilket är förutsättningen för färgåtergivning i TV och fotografi. Till det kommer en viss spridning i individuell upplevelse. Att ändå exakt verbalt beskriva kvarvarande nyanser är ogörligt, men i någon mån kan man antyda ett ungefärligt utseende med uttryck som rödorange, orangeröd, gulbrun med dragning åt violett etc. Den utvägen tillämpas ofta av filatelister vid beskrivning av frimärkens färger. Uttryck som mossgrön, himmelsblå, heraldiskt blå beskriver subjektivt en färg för den som vet hur mossa, himmel och vapensköldar ter sig. Julrött, chockrosa, neongult är oklara och sämre definierade benämningar.
På natten är det för mörkt för att tapparna ska kunna ge någon färginformation som vid dagseende (photopic). Ögats stavar förmedlar då syninformationen, vilket ger oss nattseende/mörkerseende (scotopic). Stavarna förmedlar enbart ljusstyrka, varför allt ser ut som olika grå nyanser i mörker.

### Tekniska tillämpningar
Vetenskapligt kan man definiera nyanser objektivt genom att ange färgkoordinater, som kan mätas med lämpliga instrument. Det finns flera sådana koordinatsystem definierade, vanligtvis utgående från tre färger kompletterat med en neutral gråskala.

## Djurvärlden i övrigt
Ett stort antal andra djur kan också skilja mellan de tre olika våglängdsbanden med grundfärgerna rött, grönt och blått, och bedöms därmed ha färgseende i olika grad. De flesta andra däggdjur har bara två typer av tappar som främst reagererar på blått och grönt. Dinosaurier hade bättre färgseende och nu levande rovfåglar har fyra typer av tappar, så att de förutom blått, grönt och rött också kan se ultraviolett ljus. Smågnagarnas träckspår reflekterar starkt i UV och blir därmed lätt för dem att upptäcka.
Även bin kan se tre färgområden men i stället för rött ett stycke ut mot det ultravioletta hållet, där människoögats känslighet försvunnit. Det har konstaterats att blommor har en förstärkt färgprakt i UV.
Sköldpaddor har visserligen sex olika typer av tappar, men de förefaller delvis arbeta parvis. 
Rekordet i färgseende hålls av mantisräkorna som har största kända antalet färgreceptorer och kan se i 12 färgkanaler (s.k. hyperspektralt seende), och dessutom se ultraviolett. Det verkar inte som att de är känsliga för infraröd strålning. De kan även se polariserat ljus och bedöma polarisationsplanet.